# Athanase de Lukmanoff
Athanase de Lukmanoff (1825-1890) est un botaniste français.
Spécialiste des Lauracées, il a publié en 1889 un ouvrage sur le sujet : Nomenclature et iconographie des cannelliers et camphriers, París, F. Debons et Cie, 28 pp.
Il a également publié Théorie de la musique fondée sur le calcul, Paris, 1874.